# Mancomunitat Intermunicipal Voluntària Alt Túria
La Mancomunitat Intermunicipal Voluntària Alt Túria és una mancomunitat de municipis de la comarca dels Serrans (País Valencià). Aglomera 5 municipis i 4.593 habitants, en una extensió de 520,40 km². Actualment (2007) la mancomunitat és presidida per José Cervera Hernández, del Partit Popular i regidor de l'ajuntament de Xelva.
Les seues competències són:
- Agricultura
- Cultura
- Escorxador
- Gabinet administratiu
- Indústria
- Mercats
- Sanitat
- Serveis Socials
- Turisme
- Urbanisme

Els pobles que formen la mancomunitat són:
- Aras de los Olmos
- Benaixeve
- Xelva
- Titaigües
- Toixa